# Gregor Piatigorsky
Gregor Piatigorsky (17 de abril de 1903-6 de agosto de 1976) fue un chelista ruso, nacionalizado estadounidense. Considerado uno de los mejores intérpretes del violonchelo del siglo XX.

## Biografía
Gregor Piatigorsky nació en Ekaterinoslav, Imperio ruso. De niño estudió violín y piano con su padre, hasta escuchar a un violonchelo en un concierto. Tuvo su primer chelo y aprendió a tocarlo a los siete años. Ganó una beca al Conservatorio de Moscú, mudándose a Moscú, para estudiar y reforzar sus habilidades musicales, ya que solo las usaba para reunir dinero y ayudar su familia, tocando en cafés, burdeles y locales de cine mudos.  La revolución rusa tuvo lugar cuando él tenía trece años. A la edad de quince años, lo contrataron como chelo solista del Teatro Bolshói, poco después empezó a tocar en el Cuarteto Lenin, siendo un miembro afamado por su corta edad y su gran habilidad con el chelo.

### Crecimiento musical
En 1921, las autoridades rusas no le permitieron viajar al extranjero por las presiones políticas hechas por el nuevo régimen leninista, para continuar sus estudios tuvo que escapar a escondidas a Polonia, en un tren de ganado junto a un grupo de artistas; existen muchas historia acercas de esos viajes, las cuales están retratadas en su autobiografía. Ya con 18 años, estudió brevemente en Leipzig y en Berlín, con Hugo Becker y Julius Klengel, mientras tocaba en el café ruso "Warsaw Symphony", para mantenerse. En el café de Berlín, tuvo la oportunidad de ser parte del concierto de Arnold Schönberg, Pierrot Lunaire, en compañía del pianista Artur Schnabel, violinista/violista Boris Kroyt, el conductor Fritz Stiedry y el flautista Paul Bose. Entre los clientes del café estaba Wilhelm Furtwängler, que lo escuchó y decidió contratarlo como primer violonchelo de la Filarmónica de Berlín. Durante su período en la orquesta, obtuvo varios trabajos musicales fuera de ella, como solista, ya hubiese sido para dar conciertos o dar recitales, y músico de cámara. Hizo una representación de la obra Don Quijote de Richard Strauss, la cual escuchó el músico alemán y al oír al joven chelista interpretarlo, señaló: “Finalmente he escuchado mi Don Quijote como en realidad yo pensé que sería." Mantuvo el puesto de chelista principal en la Filarmónica de Berlín hasta 1929.
En 1929, visitó Estados Unidos, tocando con la Orquesta de Filadelfia, dirigida por Leopold Stokowski y la Filarmónica de Nueva York, con Willem Mengelberg.

### Años posteriores
En 1937, se casa con Jacqueline de Rothschild, en EE. UU., viviendo en Francia, donde nació su hija, hasta 1940, cuando la Wehrmacht inicia la ocupación de Francia, saliendo de Francia en los últimos desalojos de Francia hacia EE. UU., quedándose en una propiedad en Elizabethtown, Nueva York, adquirida por un bajo precio un año antes, cuando estaba de gira por el país, ya establecidos en Elizabethtown, consigue su segundo hijo, Joram. Entre 1941 y 1949, fue el director del departamento de chelo en el Instituto Curtis de Música en Filadelfia, y también dio clases en Tanglewood, en la Universidad de Boston. En 1949, es reubicado en California, en la UCLA, donde permaneció hasta 1962, cuando fue trasladado a la Universidad del Sur de California, reuniéndose con su amigo Jascha Heifetz, con quién daría clases y tocaría música de cámara en esos años, en la institución permaneció hasta su muerte por cáncer de pulmón en Los Ángeles, California, en 1976.
En su camino a la posteridad tocó con el violinista Carl Flesch y el pianista Artur Schnabel en el primer de los tres tríos famosos en los que él estuvo asociado. Luego, tocó música de cámara en privado, con el pianista Vladimir Horowitz y el violinista Nathan Milstein, y finalmente en un periodo tardío de su carrera hizo numerosas grabaciones en el trío con Arthur Rubinstein y Jascha Heifetz, conocidos como el "Trío del Millón de Dólares", como también tuvo un grupo muy famoso con los mismos integrantes y el violista William Primrose.
Se dice que el pedagogo y violinista Ivan Galamian describió a Piatigorsky como el mejor músico de cuerda de la historia. Entre los compositores que escribieron piezas para él se incluyen Prokófiev (Concierto para cello), Hindemith (Concierto para cello), William Walton (Concierto para cello), Stravinski (Piatigorsky colaboró en el arreglo para chelo y piano de la Suite italiana), y otros. Piatigorsky poseía dos chelos Stradivarius, el "Batta" y el "Baudiot". El chelo "Batta" se conserva en el Museo de Arte de Baltimore; y según Cozio.com, Piatigorsky también fue dueño del famoso chelo Montagnana conocido como "La Bella Durmiente", desde 1939 hasta 1951.

## Muerte y legado
Falleció el 6 de agosto de 1976 en su hogar en California, por una insuficiencia provocada por cáncer de pulmón, que Piatigorsky padecía desde hace años. Dejando un amplio legado musical, completo y variado, desde conciertos hasta variaciones instrumentales. Piatigorsky también era autor, teniendo como principal ejemplo sus variaciones de un tema de Paganini, estructurados a partir del Capricho n.º 24, compuesta en 1946, para chelo y orquesta, siendo conducido por su amigo y colaborador Ralph Berkowitz. 

## Vida privada
En 1937, se casó con Jacqueline de Rothschild, hija de Edouard Alphonse de Rothschild, de la familia de banqueros Rothschild, de Francia, en Ann Arbor (Míchigan). Ese mismo otoño, tras volver a Francia, tuvieron su primera hija, Jephta. Con la ocupación nazi en la Segunda Guerra Mundial la familia dejó el país y se estableció en Elizabethtown en las montañas de Adirondack. Su hijo, Joram, nació en Elizabethtown en 1940. Esta pareja sería reconocida, ya que, tanto Gregor como Jacqueline eran personas muy carismáticas y activas en la vida pública. Jacqueline era conocida por ser una polimata, y Gregor por ser un gran músico y profesor de música. En 1942, se le otorga la nacionalidad estadounidense, país en el que creó fuertes lazos.

## Ajedrez
Piatigorsky también disfrutaba jugar ajedrez. Su esposa Jacqueline era una jugadora muy fuerte en el deporte, jugó en distintas competencias, llegando a representar a los Estados Unidos en la Olimpiadas de Ajedrez Femenino. En 1963, los Piatigorsky organizaron y financiaron un fuerte torneo internacional en Los Ángeles, siendo ganado por estrellas como Paul Keres y Tigran Petrosian. Un segundo Piatigorsky Cup fue organizado en Santa Mónica en 1966, el cual dio por ganador al próximo campeón del mundo, Borís Spaski.